# Ochrotrichia moselyi
Ochrotrichia moselyi is een schietmot uit de familie Hydroptilidae. De soort komt voor in het Neotropisch en het Nearctisch gebied.